# José Enrique Peña Peña
José Enrique Peña Peña (Santa Cruz de la Sierra, 10 de septiembre de 1968), más conocido como Pepe Peña, es un exfutbolista y actual entrenador boliviano.
Jugaba de mediapunta y militó en diversos clubes de Bolivia y en Millonarios de Colombia. Es hermano menor del exfutbolista Guillermo Álvaro Peña.

## Clubes

### Como jugador
| Club                    | País     | Año       |
| ----------------------- | -------- | --------- |
| Real Santa Cruz         | Bolivia  | 1986-1988 |
| Universitario de Sucre  | Bolivia  | 1989      |
| Ciclón                  | Bolivia  | 1990      |
| Always Ready            | Bolivia  | 1991      |
| The Strongest           | Bolivia  | 1992-1993 |
| San José                | Bolivia  | 1994      |
| Destroyers              | Bolivia  | 1995      |
| Real Santa Cruz         | Bolivia  | 1996      |
| Oriente Petrolero       | Bolivia  | 1997      |
| Real Potosí             | Bolivia  | 1998      |
| The Strongest           | Bolivia  | 1999      |
| Millonarios             | Colombia | 2000      |
| Bolívar                 | Bolivia  | 2001      |
| Independiente Petrolero | Bolivia  | 2002      |
| Oriente Petrolero       | Bolivia  | 2003      |

### Como entrenador
| Club                 | País     | Año       |
| -------------------- | -------- | --------- |
| Club Bancruz         | Bolivia  | 2008      |
| Guabirá              | Bolivia  | 2009      |
| Club Atlético Ciclón | Bolivia  | 2010      |
| Real Santa Cruz      | Bolivia  | 2012      |
| Destroyers           | Bolivia  | 2017-2018 |
| Real Santa Cruz      | Bolivia  | 2019-2020 |
| CD FATIC             | Bolivia  | 2022-2023 |
| Libertad Gran Mamoré | Bolivia  | 2023      |
| Olimpia Occidental   | Honduras | 2024      |

## Palmarés

### Como jugador
| Título          | Club            | País    | Año  |
| --------------- | --------------- | ------- | ---- |
| Torneo Apertura | Real Santa Cruz | Bolivia | 1996 |

### Como entrenador
| Título             | Club    | País    | Año  |
| ------------------ | ------- | ------- | ---- |
| Copa Simón Bolívar | Guabirá | Bolivia | 2009 |